# Диполд (Ортенбург)
Диполд (на немски: Diepold, † август 1285) e граф на Ортенбург и граф на Мурах.

## Биография
Той е най-малкият син на граф Хайнрих I фон Ортенбург и втората му съпруга маркграфиня Рихгард фон Хоенбург. По-големите му братя са Гебхард († 1275) и Рапото IV († 1296). Неговият по-голям полубрат е Хайнрих II († 1257).
През 1272 г. Диполд, Гебхард и Рапото IV продават графство Мурах на баварския херцог Лудвиг II. След смъртта му той е наследен от брат му Рапото IV.
Диполд не се жени и умира бедетен.